# أمستجان
أمستجان هي قرية في مقاطعة شبستر، إيران. عدد سكان هذه القرية هو 368 في سنة 2006.